# Diocèse de Santiago de Veraguas
Le diocèse de Santiago de Veraguas (en latin : Dioecesis Sancti Iacobi Veraguensis ; en espagnol : Diócesis de Santiago de Veraguas) est un diocèse de  l'Église catholique du Panama, suffragant de l'archidiocèse de Panama.

## Territoire
Il comprend la province de Veraguas sur un territoire d'une superficie de 11 239 km2 divisé en 18 paroisses. L'évêché est dans la ville de Santiago de Veraguas où se trouve la cathédrale saint Jacques. 

## Historique
Le diocèse est érigé le 13 juillet 1963 par la constitution apostolique Panamensis Ecclesiae du pape Paul VI en prenant sur le territoire de l'archidiocèse de Panama.

## Évêques
- Marcos Gregorio McGrath, C.S.C (1964-1969) nommé archevêque de Panama
- Martín Legarra Tellechea, O.A.R (1969-1975)
- José Dimas Cedeño Delgado (1975-1994) nommé archevêque de Panama
- Óscar Mario Brown Jiménez (1994-2013)
- Audilio Aguilar Aguilar (2013- )